# Николай Домакинов
Николай Домакинов (роден на 11 юли 1980 г. в Пловдив) е български футболист.

## Кариера
Юноша на Ботев (Пловдив). През футболната си кариера играе и 3 сезона и половина във варненския Черно море и един полусезон в отборът на Монтана. На 4 юли 2011 се връща в родния си клуб Ботев Пловдив.
През 2005 г. Домакинов записва два мача за Българския национален отбор по футбол по времето когато национален селекционер е Христо Стоичков. Той играе в контролите с Грузия на 11 ноември и Мексико на 16 ноември.